# Ga Samdong
Ga Samdong (Tiếng Hàn: 삼동역, Hanja: 三洞驛) là ga tàu điện ngầm trên Tuyến Gyeonggang trên Tàu điện ngầm Seoul.

## Bố trí ga
| ↑ Imae             |
| \| ２              |
| Gyeonggi Gwangju ↓ |

| １ | ● Tuyến Gyeonggang | ← Hướng đi Imae · Pangyo                               |
| ２ | ● Tuyến Gyeonggang | → Hướng đi Gyeonggi Gwangju · Icheon · Bubal · Yeoju → |

## Liên kết
- Tư liệu liên quan tới Ga Samdong tại Wikimedia Commons